# Roderich (Gerät)
Roderich war der Deckname eines von der deutschen Luftwaffe und der Kriegsmarine im Zweiten Weltkrieg eingesetzten Funkmessstörsenders (FuMS). Die damalige authentische Schreibweise war „Funkmeßstörsender“. Seine eigentliche Kurzbezeichnung war FuMS 11. Er stellt somit ein frühes Mittel der elektronischen Kampfführung dar.

## Geschichte
Störsender wurden von der Wehrmacht eingesetzt, um gegnerische Funkmessgeräte (FuMG) beziehungsweise Funkmessortungsgeräte (FuMO) – heute nennt man sie Radargeräte – mithilfe aktiv abgestrahlter Hochfrequenzsignale (HF-Signale) elektromagnetisch zu stören.
Nach der Bergung des sogenannten Rotterdam-Geräts am 3. Februar 1943 aus einem in der Nacht zuvor bei Rotterdam abgeschossenen Bombers der Royal Air Force, erkannte man, dass der Gegner Frequenzen nutzte, die die deutsche Seite bisher für unbrauchbar gehalten und nicht berücksichtigt hatte. Das damals brandneue britische H2S-Radargerät basierte auf einem Magnetron und arbeitete bei einer Wellenlänge von 9,1 cm, entsprechend 3,3 GHz. Als eilige Gegenmaßnahme wurden die  Siemens-Schuckertwerke in Berlin mit der Entwicklung eines geeigneten Störsenders beauftragt. Er sollte den Wellenlängenbereich von 7,5 bis 10,5 cm abdecken und war für die Verwendung an Bord von deutschen Flugzeugen vorgesehen. Im Herbst desselben Jahres stand Roderich zur Verfügung. Das Störsignal wurde mit 100 kHz moduliert und hatte unter Verwendung ebenfalls eines Magnetrons eine Ausgangsleistung von 4 W.
Aufgrund seiner Rundstrahlcharakteristik und der vergleichsweise geringen Ausgangsleistung erwies sich das Störgerät jedoch als nahezu wirkungslose Maßnahme gegen feindliches Radar. Deshalb wurde seine Verwendung im Jahr 1944 eingestellt.